# Danh sách tàu của Hải quân Đế quốc Nhật Bản
Đây là danh sách các tàu chiến thuộc Đế quốc Nhật Bản.

## Tàu chiến trung cổ
- Atakebune, Tàu chiến cận bờ thế kỉ 16.
- Châu Ấn Thuyền – Khoảng 350 tàu buồm có trang bị vũ trang, được ủy quyền vào thời Bakufu vào đầu thế kỉ 17 dành cho giao thương ở châu Á và Đông Nam Á
- San Buena Ventura (1607) – Đóng bởi William Adams cho Tokugawa Ieyasu. Vượt Thái Bình Dương năm 1610.
- San Jujan Bautista (1614) – Một trong những thuyền buồm chiến kiểu Tây đầu tiên của Nhật Bản, vân chuyển sứ đoàn của Hasekura Tsunenaga đến Hoa Kỳ năm 1614.

## Tàu chiến cận đại

### Thuyền buồm chiến kiểu Tây

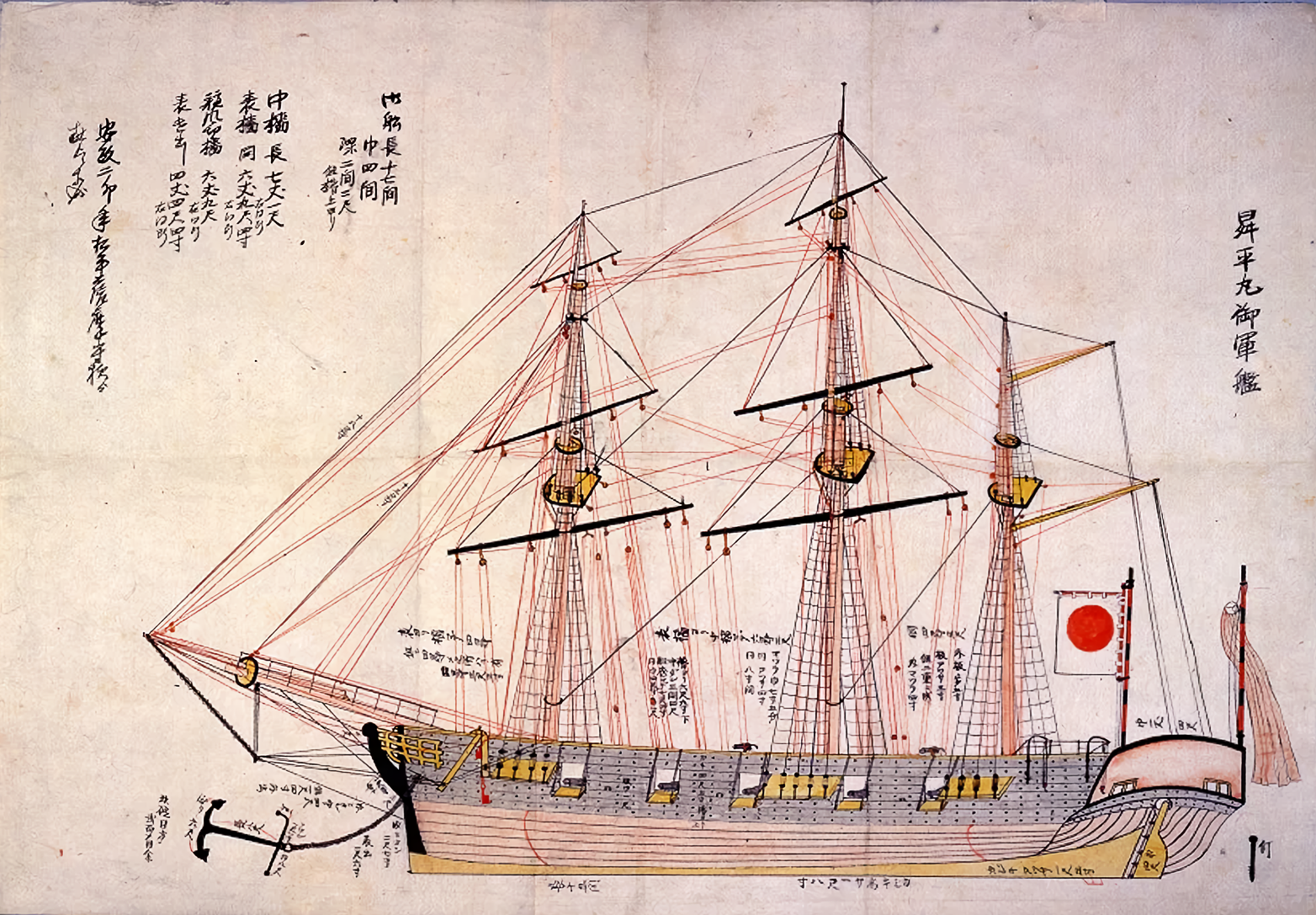
(1854)

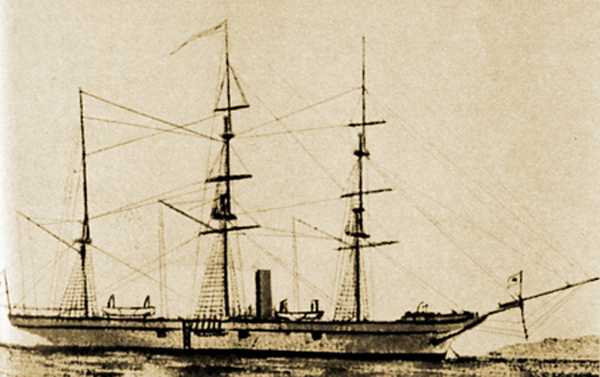
(1855)

- Shohei Maru (1854) – Thuyền buồm chiến kiểu Tây đầu tiên của Nhật sau thời kì toả cảng.
- Hou-Ou Maru (1854)
- Asahi Maru (1856)

### Tàu chiến hơi nước
- Kankō Maru (1855), Tàu chiến hơi nước đầu tiên của Nhật Bản.
- Kanrin Maru (1855) – Tàu chiến hơi nước sử dụng chân vịt đầu tiên của Nhật Bản.
- Chōyō (1858)
- Kaiyō Maru (1866)
- Kaiten
- Banryū
- Chogei
- Shinsoku
- Mikaho
- Yoharu
- Kasuga
- Chiyodagata (1863), Tàu chiến hơi nước đóng nội địa đầu tiên của Nhật Bản.

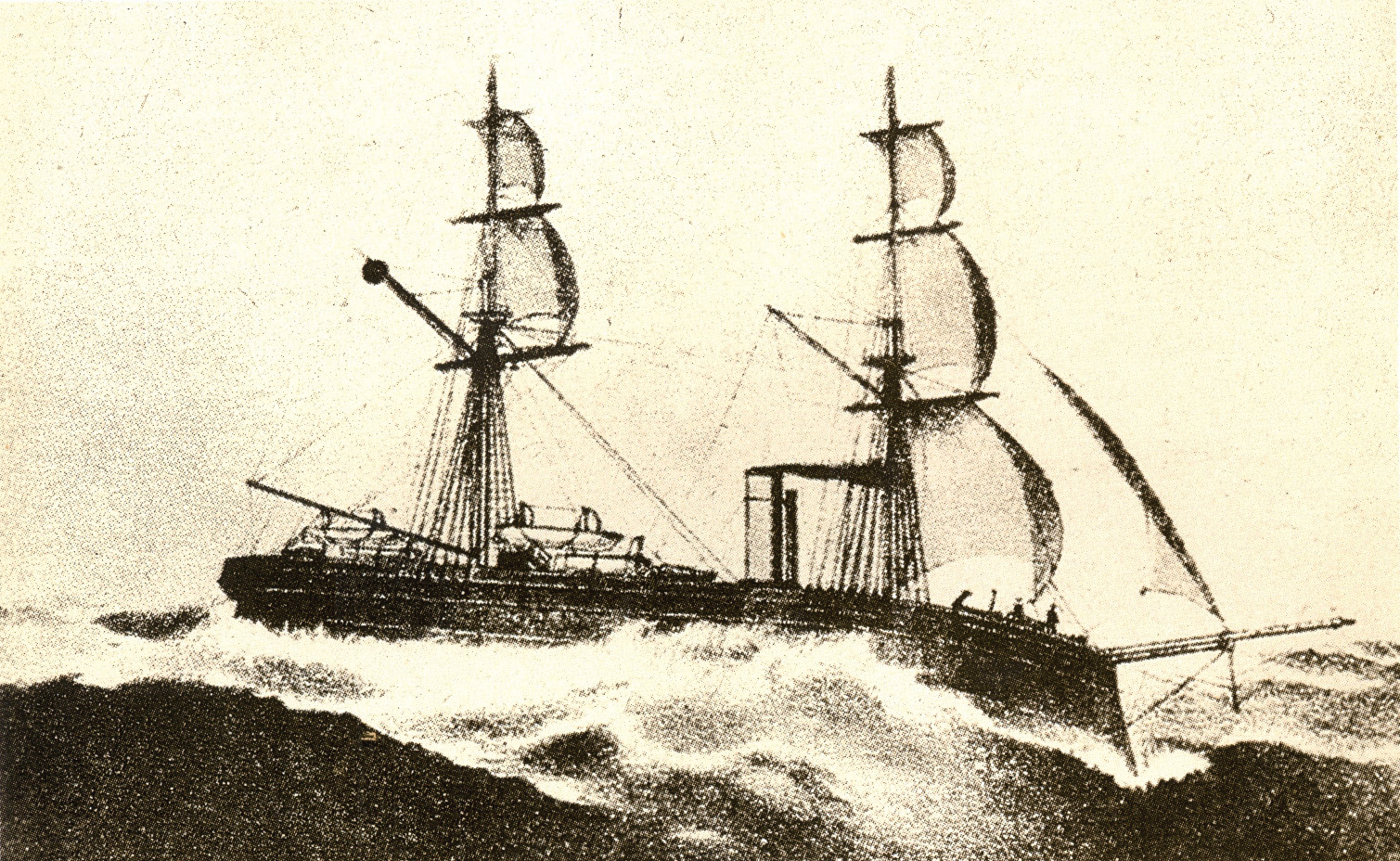
The Pháo hạm Unyo.

- Hiryū
- Teibo
- Ryūjō (1864) The Pháo hạm Unyo.
- Unyo
- Nisshin
- Takao
- Moshun

### Pháo Hạm và Hộ Tống Hạm
- Lớp Hiei
  - Hiei (1877)
  - Kongō (1877)
- Amagi
- Tsukushi
- Kaimon
- Tenryū
- Lớp Katsuragi
  - Katsuragi
  - Yamato
  - Musashi
- Heien (1882, Cựu tàu Trung Quốc, chiếm được năm 1895) – Tàu pháo bọc giáp.
- Lớp Maya
  - Maya
  - Akagi
  - Atago
  - Chōkai
- Ōshima
- Banjo
- Uji

## Thiết Giáp Hạm

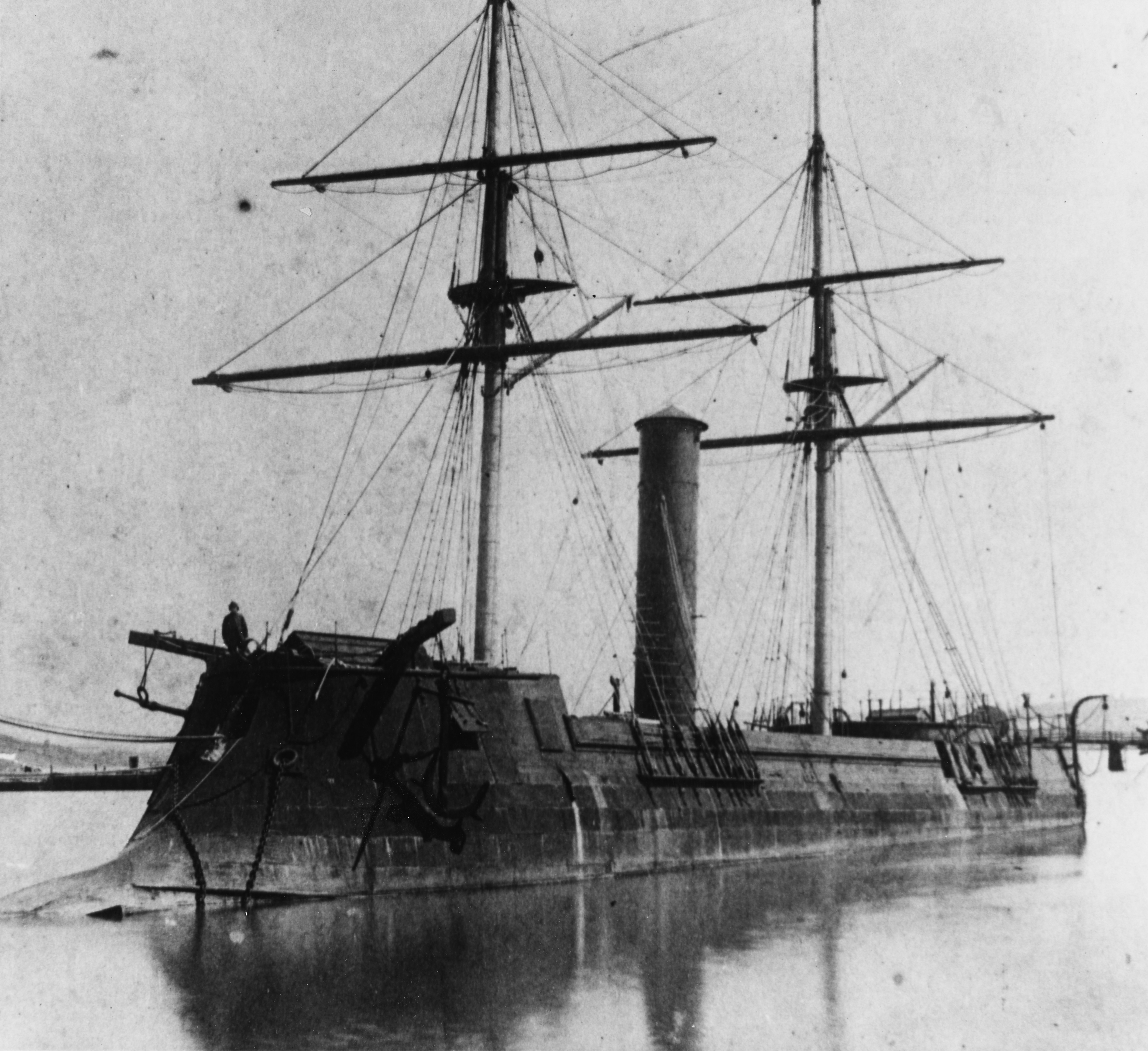
(1864)

Xem thêm: Danh sách thiết giáp hạm của Nhật Bản
- Kōtetsu, (1864–1888) – Tàu bọc thép đầu tiên của Nhật Bản, sau đổi tên thành Azuma (Cựu tàu Phe ly khai miền nam Hoa Kỳ Stonewall)
- Fusō (1877–1910)
- Thiết giáp chiếm được ở Chiến tranh Thanh-Nhật:
  - Chin'en (1882, cựu thiết giáp Trung Quốc Chen Yuen (1895–1914))
- Lớp Fuji
  - Fuji (1896–1948)
  - Yashima (1896–1904)
- Lớp Shikishima
  - Shikishima (1898–1948)
  - Hatuse (1899–1904)
- Asahi(1899–1942)
- Mikasa (1900 – Bảo tồn)
- Thiết giáp chiếm được ở Chiến tranh Nga-Nhật:
  - Iki (1889, cựu thiết giáp Nga Imperator Nikolai I) (1905–1915)
  - Tango (1892, cựu thiết giáp Nga Poltava (1905–1923)
  - Sagami (1898, cựu thiết giáp Nga Peresvet) (1905–1916)
  - Suwo (1900, cựu thiết giáp Nga Pobeda) (1905–1946)
  - Hizen (1900, cựu thiết giáp Nga Retvizan) (1905–1924)
  - Iwami (1902, cựu thiết giáp Nga Oryol) (1905–1924)
  - Mishima (1894, cựu thiết giáp Nga Admiral Seniavin) (1905–1936)
  - Okinoshima (1896, cựu thiết giáp Nga General Admiral Graf Apraksin) (1905–1925)
- Lớp Katori
  - Katori (1905–1924)
  - Kashima (1905–1924)
- Lớp Satsuma
  - Satsuma (1906–1924)
  - Aki (1907–1923)
- Lớp Kawachi
  - Kawachi (1910–1918)
  - Settsu (1911–1924)
- Lớp Kongō – Tuần dương thiết giáp được cải biến thành thiết giáp tốc.
  - Kongō (1912–1944)
  - Hiei (1912–1942)
  - Haruna (1913–1945)
  - Kirishima (1913–1942)
- Lớp Fusō
  - Fusō (1914–1944)
  - Yamashiro (1915–1944)
- Lớp Ise
  - Ise (1916–1945)
  - Hyūga (1917–1945)
- Lớp Nagato
  - Nagato (1919–1946)
  - Mutsu (1920–1943)
- Phần thưởng từ Đệ Nhất Thế Chiến:
  - Cựu thiết giáp Ba Tư Turgut Reis, cựu thiết giáp Đức Weissenburg, được phân nhưng chưa kịp tiếp quản) – BU 1938
  - Cựu thiết giáp Đức Nassau BU 1920
  - Cựu thiết giáp Đức Oldenburg – BU 1921

- Lớp Tosa

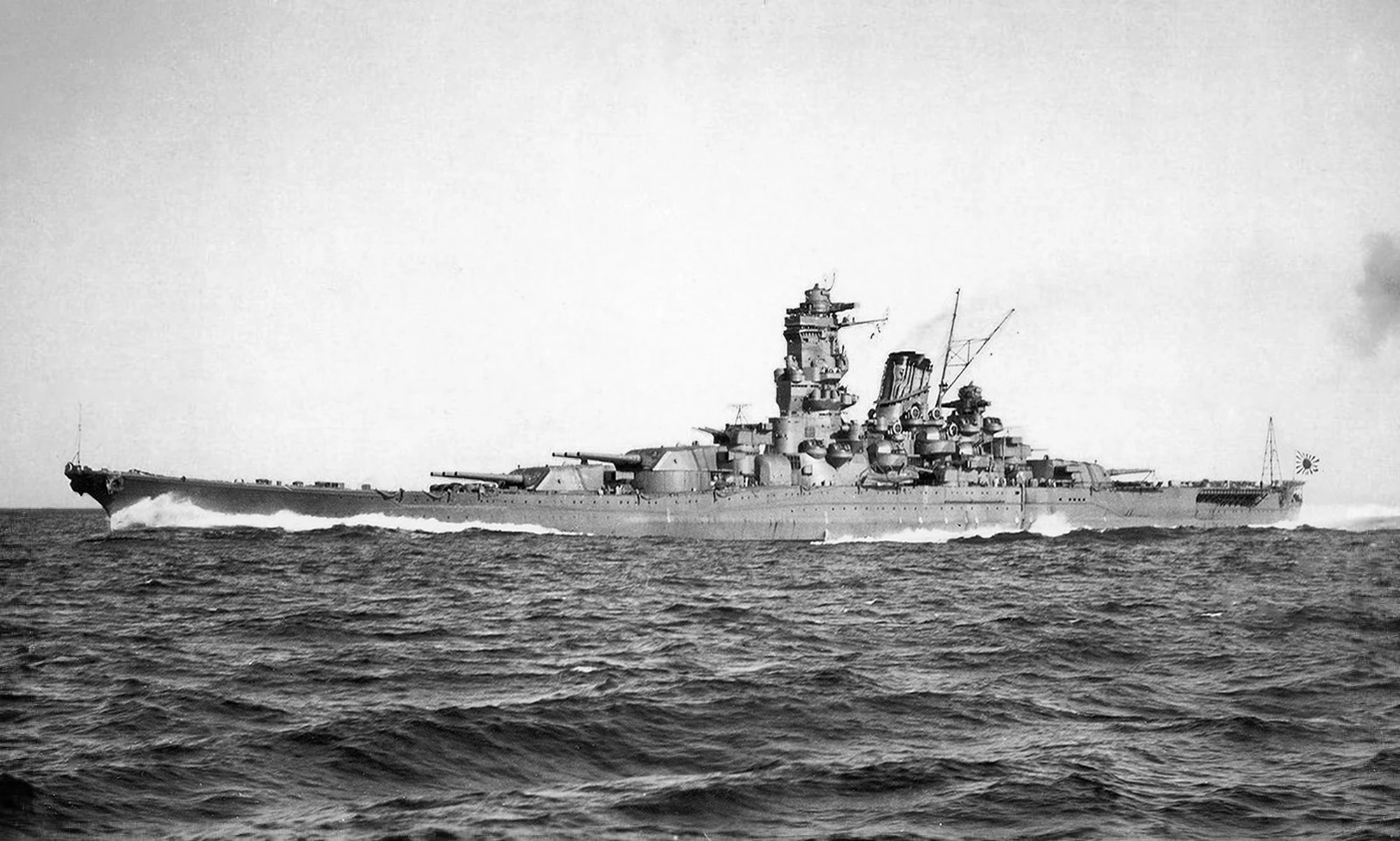
(1940)

  - Kaga (1921 – cải biến thành Tàu sân bay)
  - Tosa (huỷ bỏ năm 1922, dùng làm mục tiêu)
- Lớp Yamato
  - Yamato (1940–1945)
  - Musashi (1940–1944)
  - Shinano (cải biến thành Tàu sân bay)
  - Vỏ tàu số 111 (huỷ bỏ năm 1942)
  - Vỏ tàu số 797 (chưa được khởi công)

## Tàu Phóng Thủy Phi Cơ
- Wakamiya (1913)
- Notoro (1920)
- Akitsushima
- Kamoi
- Lớp Chitose (cải biến thành tàu sân bay)
- Mizuho
- Nisshin
- Lớp Kamikawa Maru

## Hàng Không Mẫu Hạm

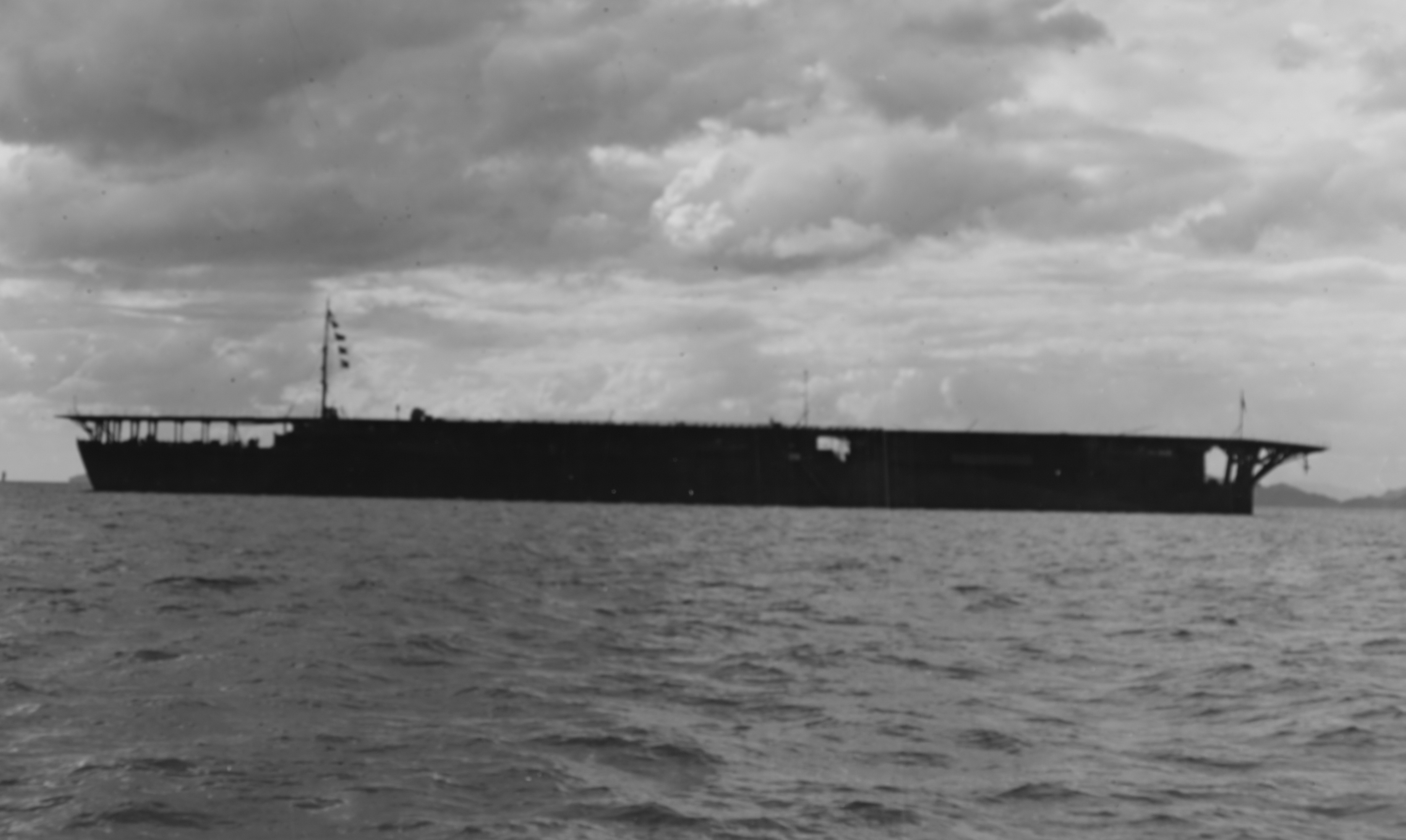
(1921)

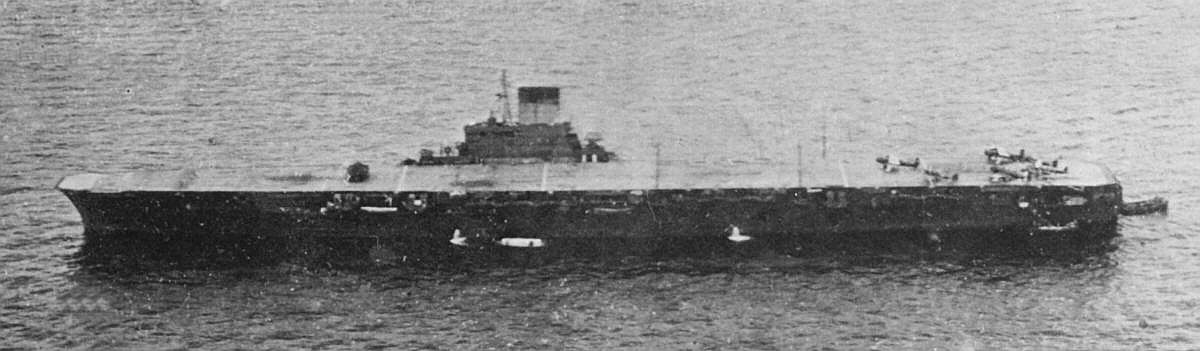
(1943).

- Hōshō (1921)
- Akagi (1927)
- Kaga (1928)
- Ryūjō (1931)
- Shinyo (1934)
- Sōryū (1935)
- Hiryū (1937)
- Kaiyō (1938)
- Lớp Shōkaku
  - Shōkaku (1939)
  - Zuikaku (1939)
- Lớp Zuihō
  - Zuihō (1940)
  - Shōhō (1941)
- Lớp Hiyō
  - Junyō (1941)
  - Hiyō (1941)
- Lớp Taiyō
  - Unyō (1939)
  - Chūyō (1939)
  - Taiyō (1940)
- Lớp Akitsu Maru
  - Akitsu Maru (1941)
  - Nigitsu Maru (1942)

- Ryūhō (1942)
- Taihō (1943)
- Lớp Chitose
  - Chiyoda (1943)
  - Chitose (1944)
- Lớp Unryū
  - Amagi (1943)
  - Unryū (1943)
  - Katsuragi (1944)
  - Kasagi (chưa hoàn thành)
  - Vỏ tàu số 5005 (bị huỷ bỏ)
  - Aso (chưa hoàn thành)
  - Ikoma (chưa hoàn thành)
  - Kurama (bị huỷ bỏ)
  - Vỏ tàu số 5009 (bị huỷ bỏ)
  - Vỏ tàu số 5015 (bị huỷ bỏ)
- Shinano (1944)
- Lớp Shimane Maru
  - Shimane Maru (1944)
  - Otakisan Maru (chưa hoàn thành)
- Lớp Yamashio Maru
  - Yamashio Maru (1944)
  - Chigusa Maru (chưa hoàn thành)
- Kumano Maru (1945)

## Tuần Dương

### Tuần Dương Bảo vệ
- Tuần dương Trung Quốc chiếm được ở Chiến tranh Thanh-Nhật
  - Saien (1895–1904)

- Izumi (1884–1912)
- Lớp Naniwa
  - Naniwa (1885–1912)
  - Takachiho (1885–1914)
- Unebi (1886–1887)
- Yaeyama (1890–1911)
- Chiyoda (1891–1927)
- Chishima (1892–1892)

- Lớp Matshushima
  - Itsukushima (1891–1926)
  - Matsushima (1892–1908)
  - Hashidate (1894–1927)
- Akitsushima (1894–1927)
- Yoshino (1893–1904)
- Lớp Suma
  - Suma (1896–1923)
  - Akashi (1899–1928)

- Takasago (1898–1904)
- Lớp Kasagi
  - Kasagi (1898–1916)
  - Chitose (1898–1928)
- Lớp Niitaka
  - Niitaka (1904–1923)
  - Tsushima (1904–1936)
- Otowa (1904–1917)

- Lớp Chikuma
  - Chikuma (1912–1931)
  - Hirado (1912–1940)
  - Yahagi (1912–1940)
- Tone (1910–1931)

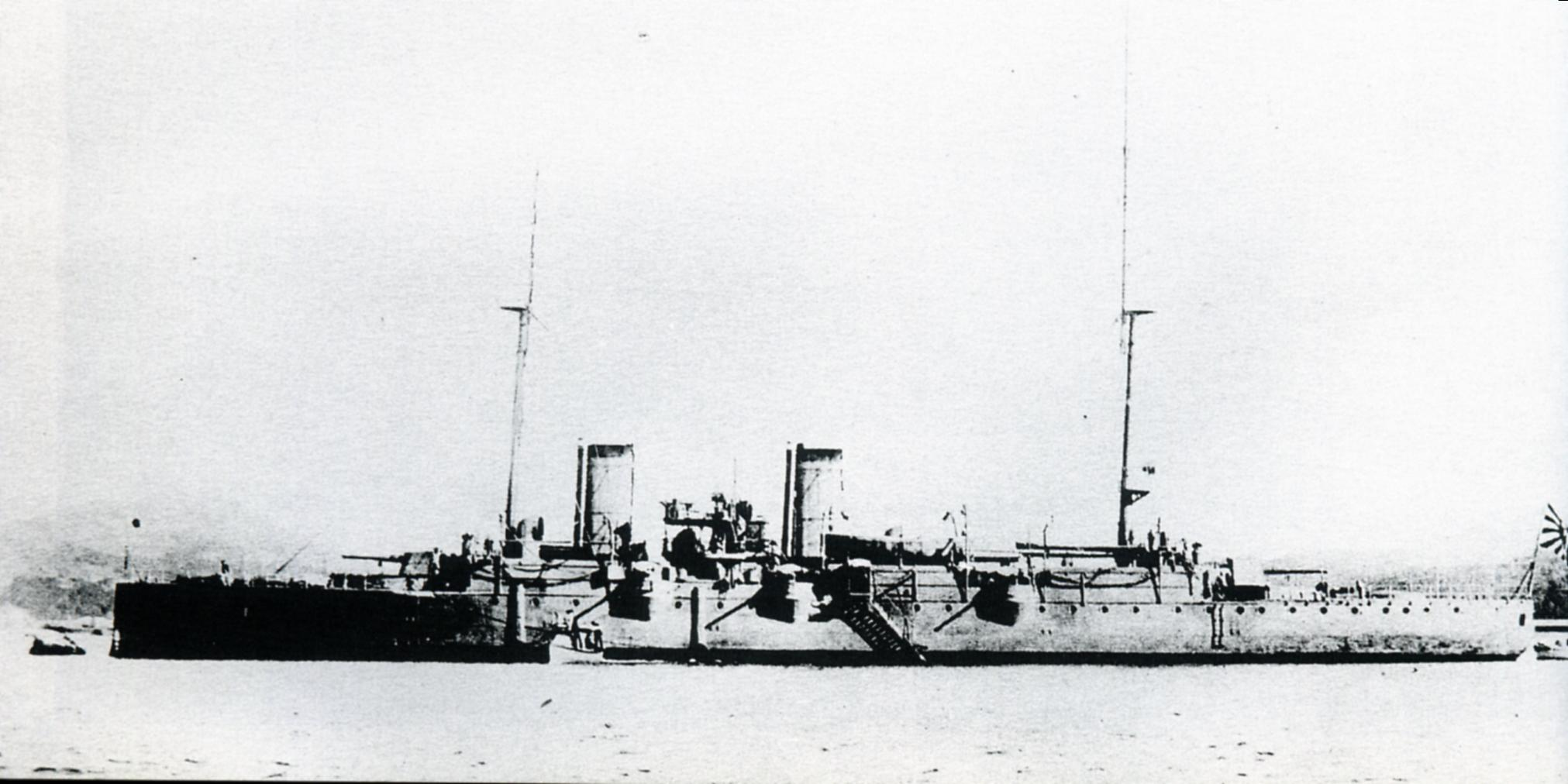

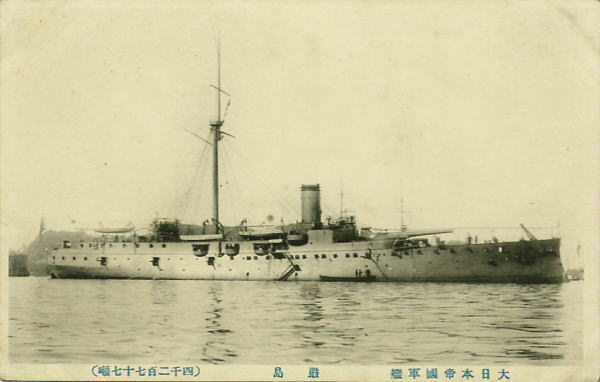

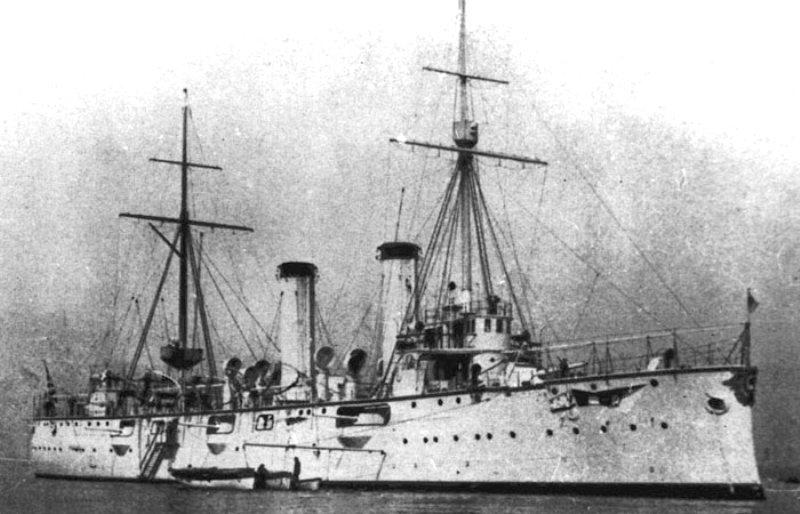

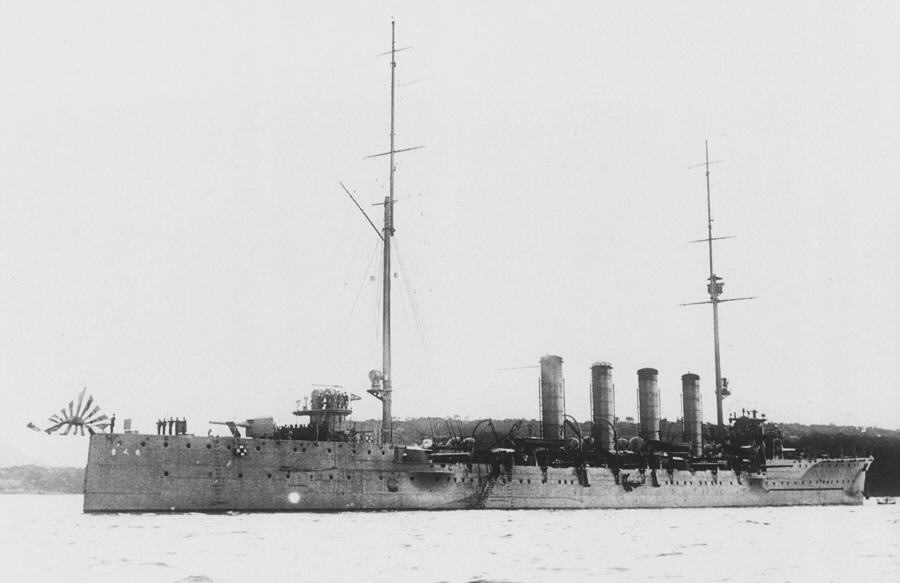

- Tuần dương Nga chiếm được ở Chiến tranh Nga-Nhật
  - Tsugaru (1901, cựu tuần dương Nga Pallada, 1908–1921)
  - Soya (1901, cựu tuần dương Nga Varyag, 1907–1916)
  - Suzuya (1901, cựu tuần dương Nga Novik, 1906–1913)

### Tàu tuần tra

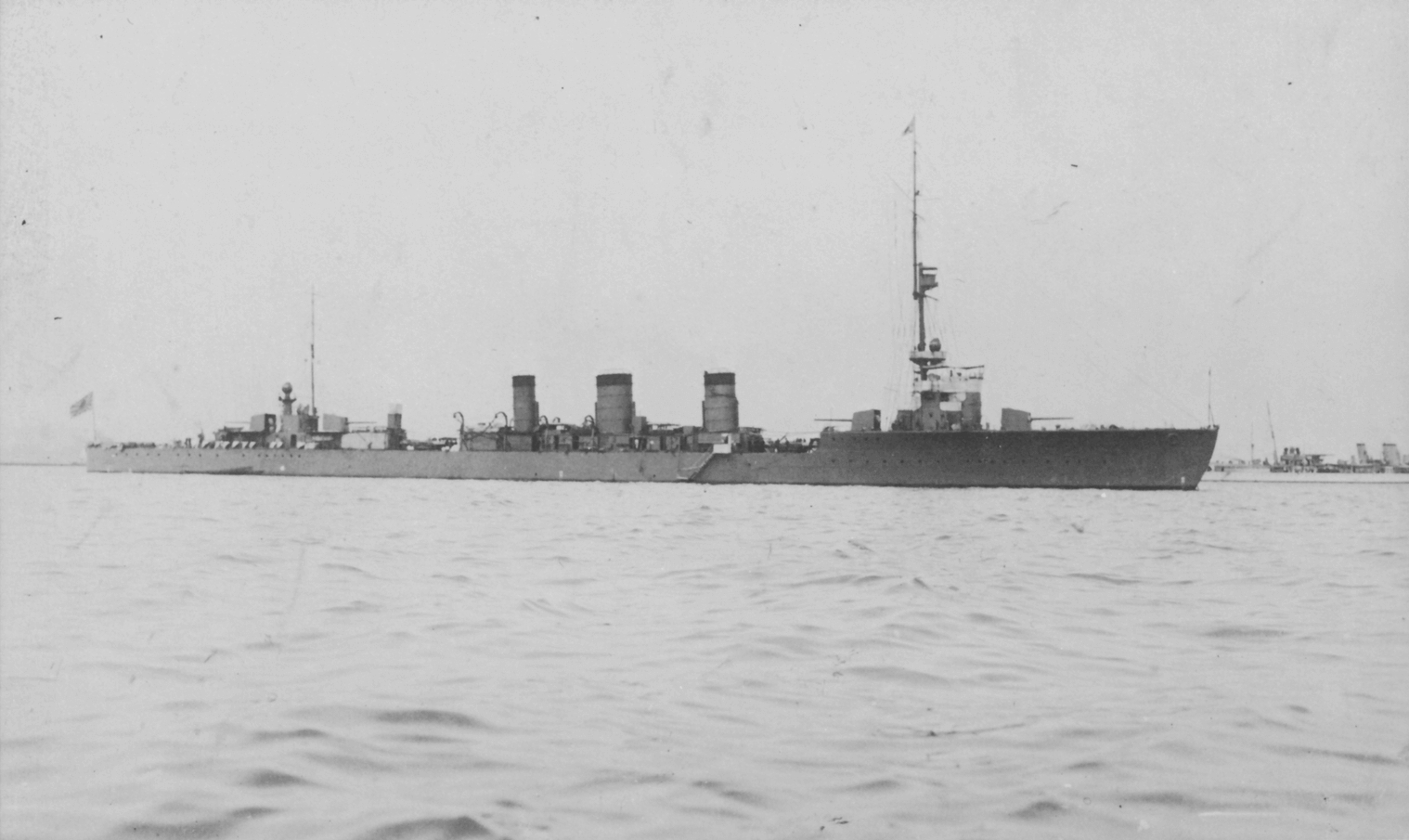
Tenryū

- Lớp Yodo
  - Yodo (1908–1940)
  - Mogami (1908–1928)

### Tuần Dương Hạng Nhẹ
- Lớp Tenryū
  - Tenryū (1919–1942)
  - Tatsuta (1919–1944)

- Lớp Kuma
  - Kuma (1920–1944)
  - Tama (1921–1944)
  - Kitakami (1921–1945)
  - Ōi (1921–1944)
  - Kiso (1921–1944)

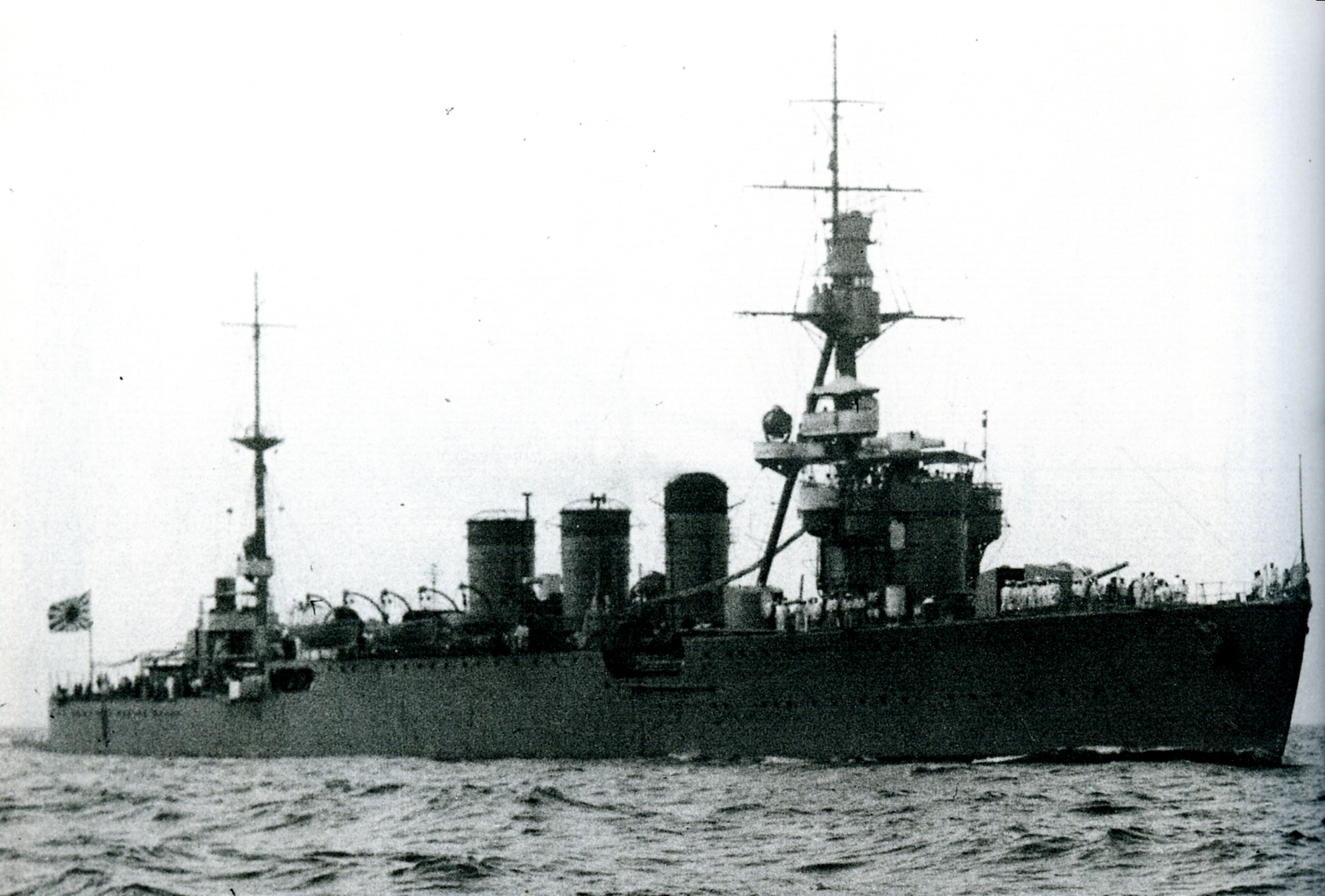
Kitakami

- Tuần dương Đức chiếm được ở Đệ Nhất Thế Chiến
  - Y (1909, cựu tuần dương Đức Augsburg, 1920–1922)

- Lớp Nagara
  - Nagara (1922–1944)
  - Isuzu (1923–1945)
  - Yura (1923–1942)
  - Natori (1922–1944)
  - Kinu (1922–1944)
  - Abukuma (1925–1944)
- Lớp Sendai
  - Sendai (1924–1943)
  - Jintsū (1925–1943)
  - Naka (1925–1944)
- Yūbari (1923–1944)

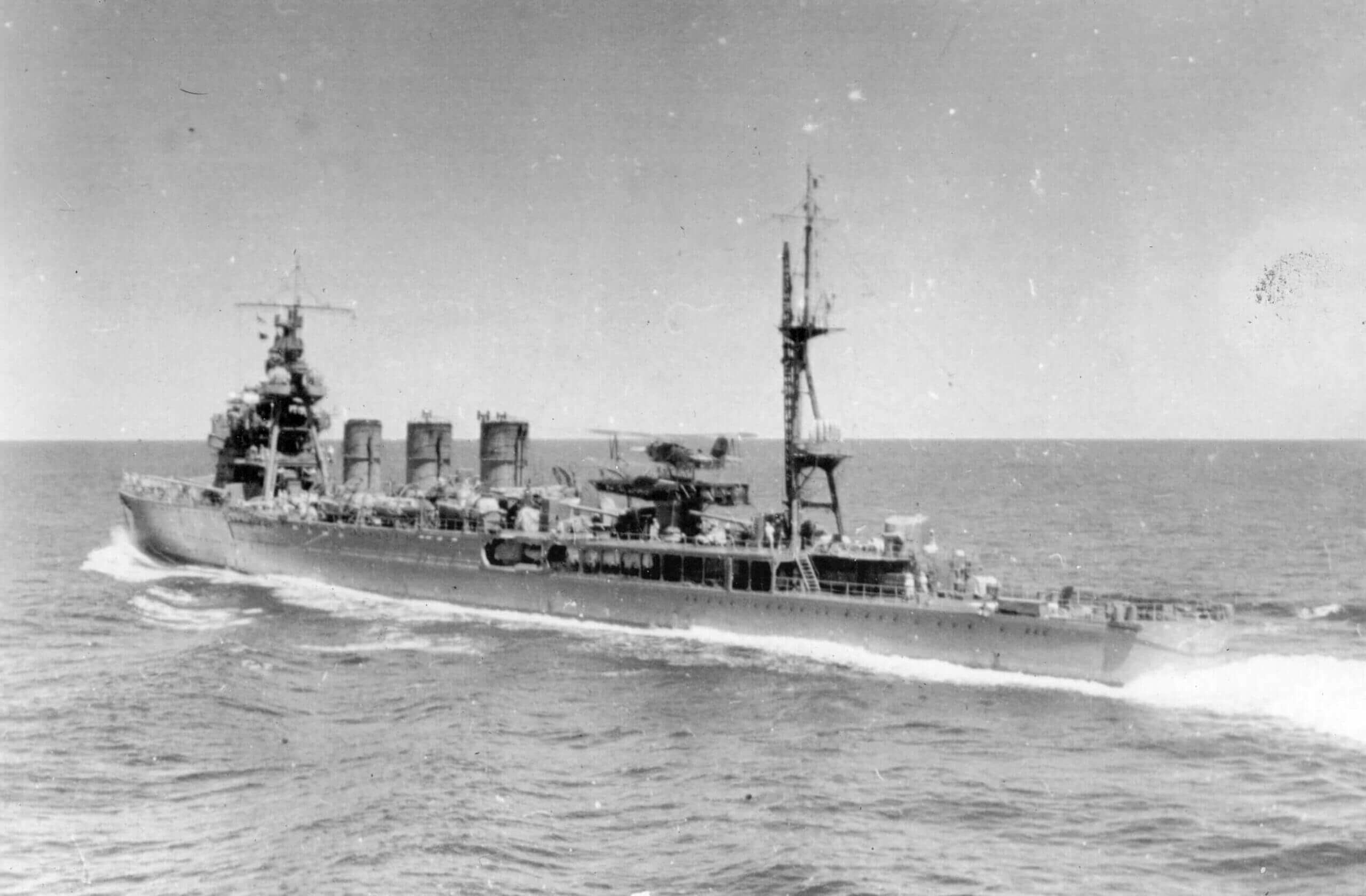
Abukuma

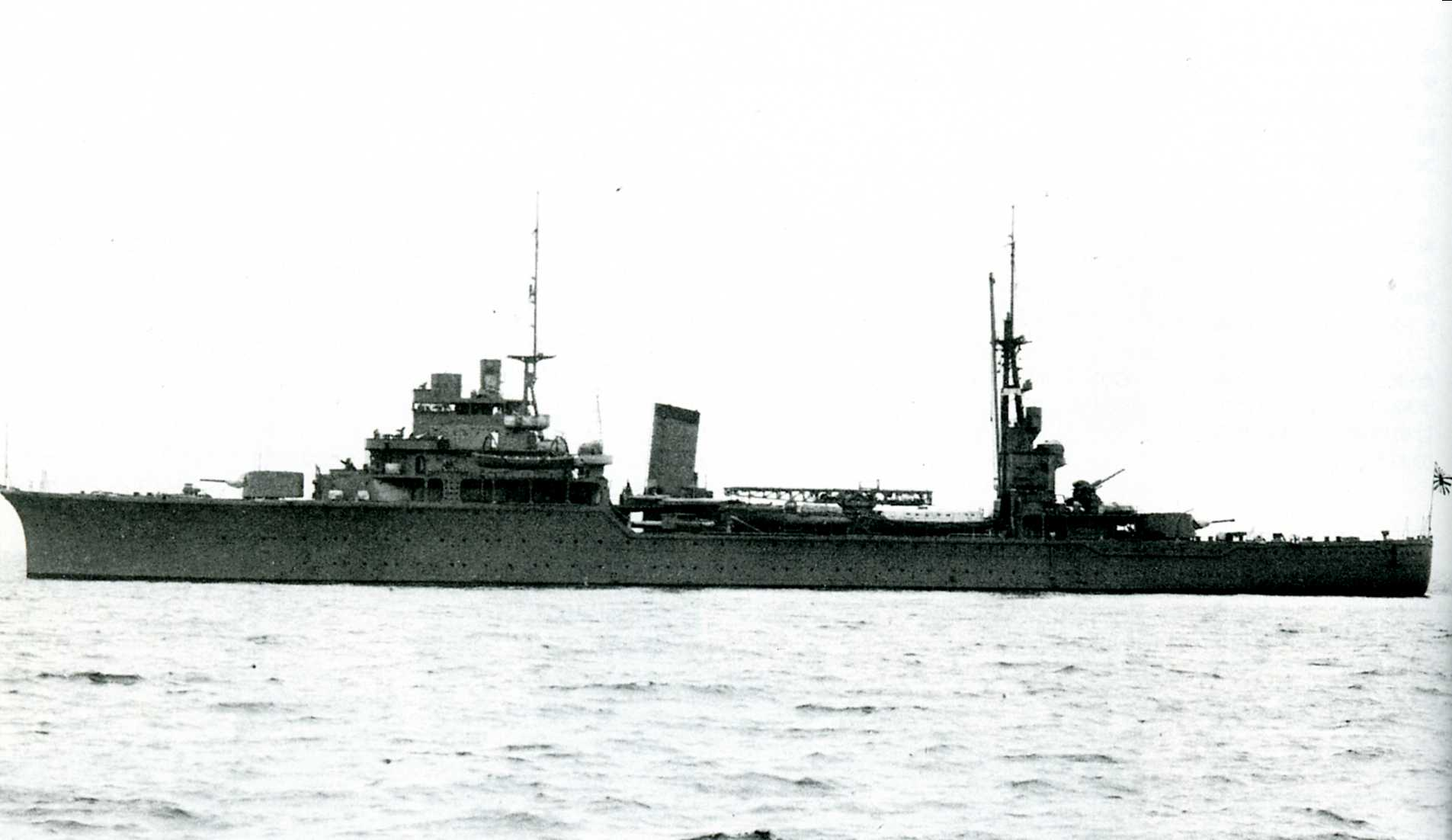
Kashii

- Cựu tuần dương Trung Hoa Dân Quốc chiếm được ở Chiến tranh Trung-Nhật
  - Ioshima (1931 cựu tàu Ning Hai) (1937–1944)

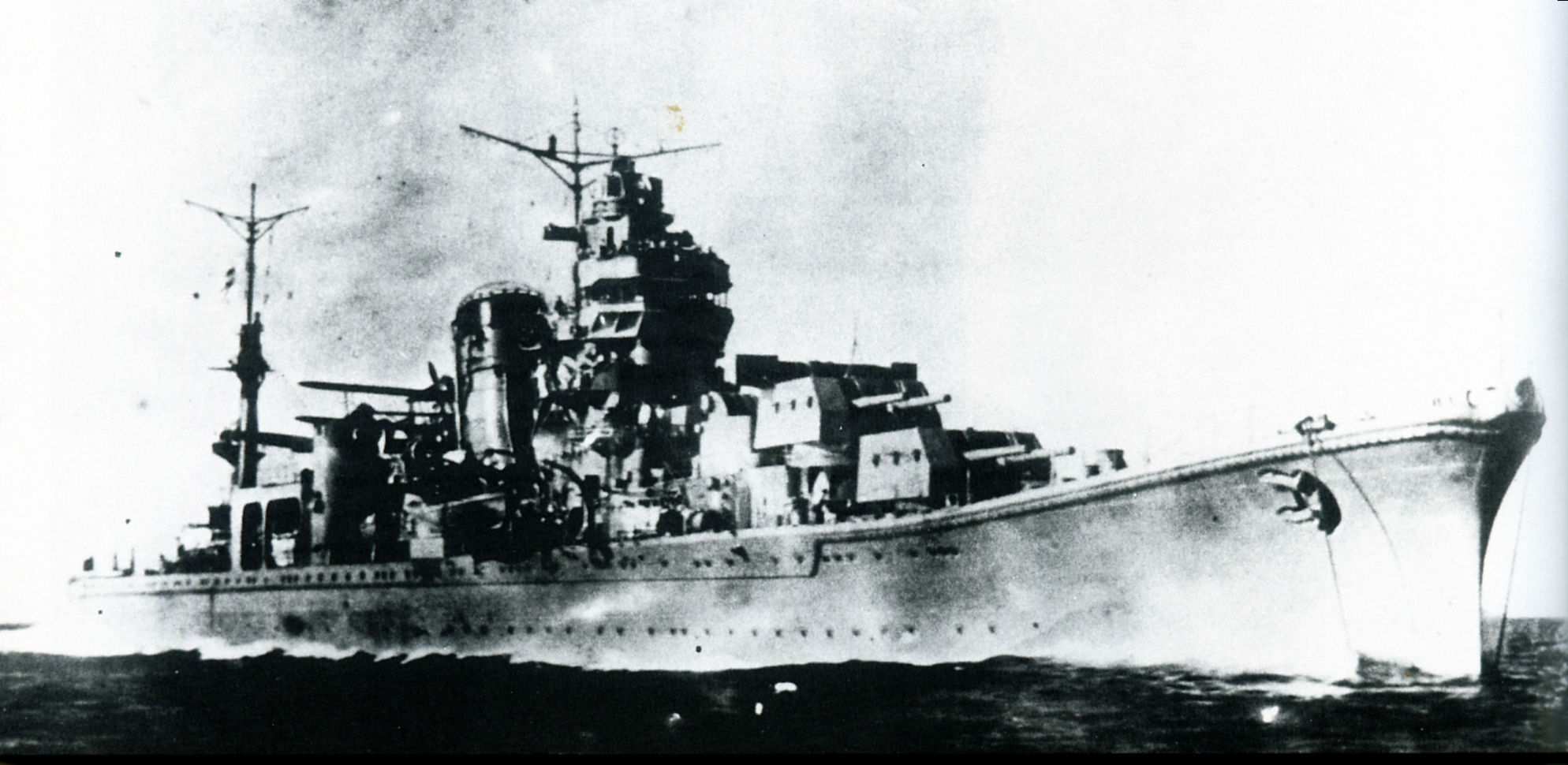
Agano

  - Yasoshima (1935 cựu tàu P'ing Hai) (1937–1944)
- Lớp Katori
  - Katori (1940–1944)
  - Kashima (1940–1945)
  - Kashii (1941–1945)
  - Kashiwara (chưa hoàn thành)

- Lớp Agano
  - Agano (1942–1944)
  - Yahagi (1943–1945)
  - Noshiro (1943–1944)
  - Sakawa (1944–1945)
- Lớp Ōyodo
  - Ōyodo (1943–1945)
  - Niyodo (chưa hoàn thành)

### Tuần Dương Bọc Giáp
- Lớp Asama
  - Asama (1899–1945)
  - Tokiwa (1899–1945)
- Lớp Izumo
  - Izumo (1900–1945)
  - Iwate (1901–1945)

- Yakumo (1900–1946)
- Azuma (1900–1944)
- Lớp Kasuga
  - Kasuga (1904–1945)
  - Nisshin (1904–1936)

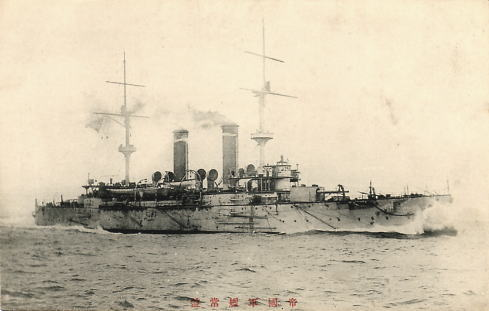

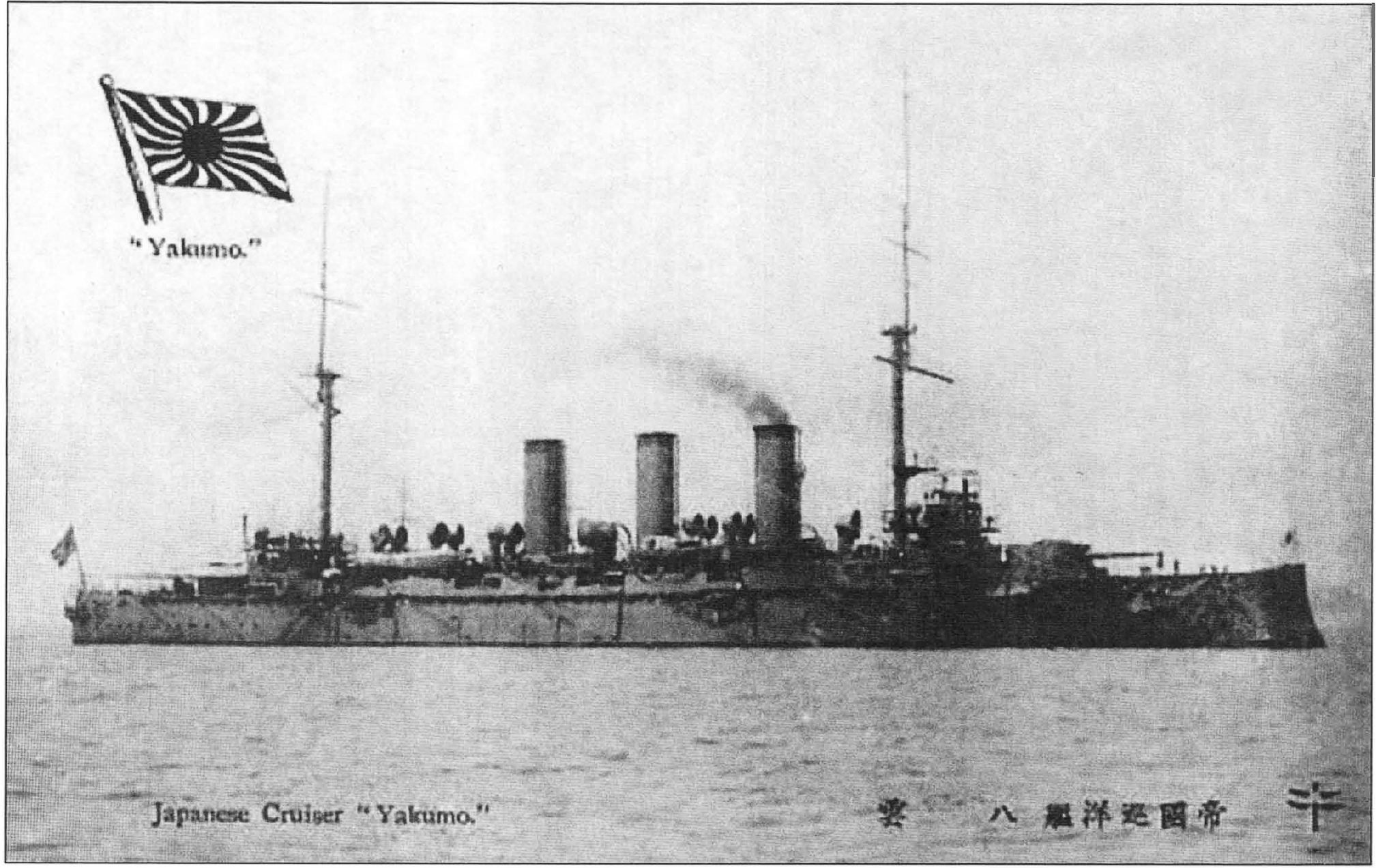

- Tuần dương bọc giáp chiếm được ở Chiến tranh Nga-Nhật
  - Aso (1903, cựu tuần dương Nga Bayan, 1908–1931)

### Tuần Dương Thiết Giáp
- Lớp Tsukuba
  - Tsukuba (1907–1917)
  - Ikoma (1908–1923)

- Lớp Ibuki
  - Ibuki (1909–1923)
  - Kurama (1911–1923)

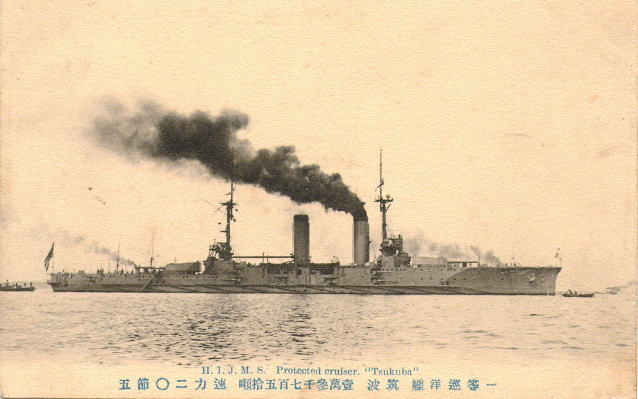

- Lớp Kongō (tuần dương thiết giáp cải biến thành thiết giáp tốc độ vào những năm 1920)
  - Kongō (1913–1945)
  - Hiei (1914–1942)
  - Haruna (1915–1945)
  - Kirishima (1915–1942)
- Lớp Amagi
  - Amagi (chưa hoàn thành)
  - Akagi (cải biến thành tàu sân bay)

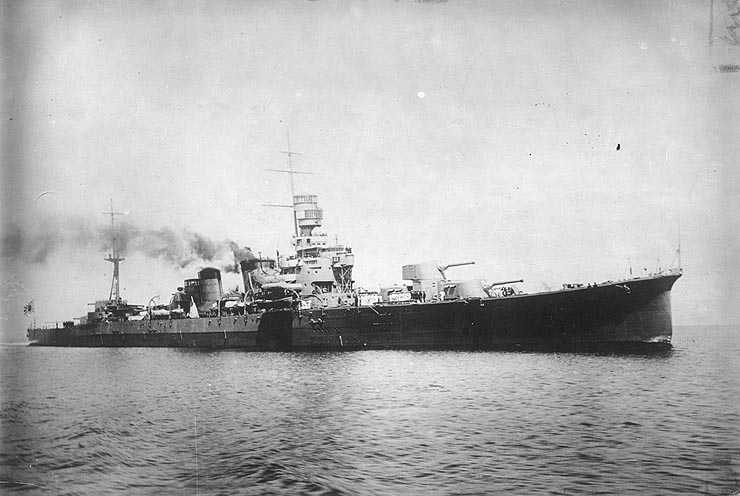
Kako

  - Atago (chưa hoàn thành)
  - Takao (chưa hoàn thành)

### Tuần Dương Hạng Nặng
- Lớp Furutaka
  - Furutaka (1926–1942)
  - Kako (1926–1942)
- Lớp Aoba
  - Aoba (1927–1945)
  - Kinugasa (1927–1942)

- Lớp Myōkō
  - Myōkō (1929–1946)
  - Nachi (1928–1944)
  - Ashigara (1928–1945)
  - Haguro (1929–1945)
- Lớp Takao
  - Takao (1932–1945)
  - Atago (1932–1944)
  - Maya (1932–1944)
  - Chōkai (1932–1944)

- Lớp Mogami
  - Mogami (1935–1944)
  - Mikuma (1935–1942)
  - Suzuya (1937–1944)
  - Kumano (1937–1944)
- Lớp Tone
  - Tone (1938–1945)
  - Chikuma (1939–1944)

- Lớp Ibuki

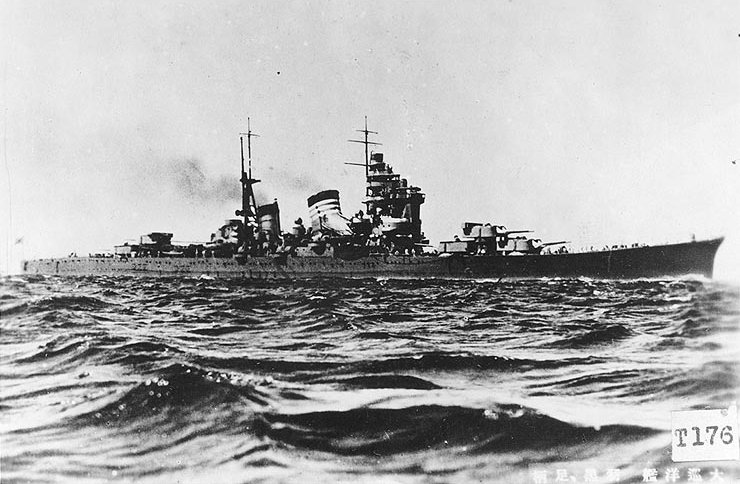
Haguro

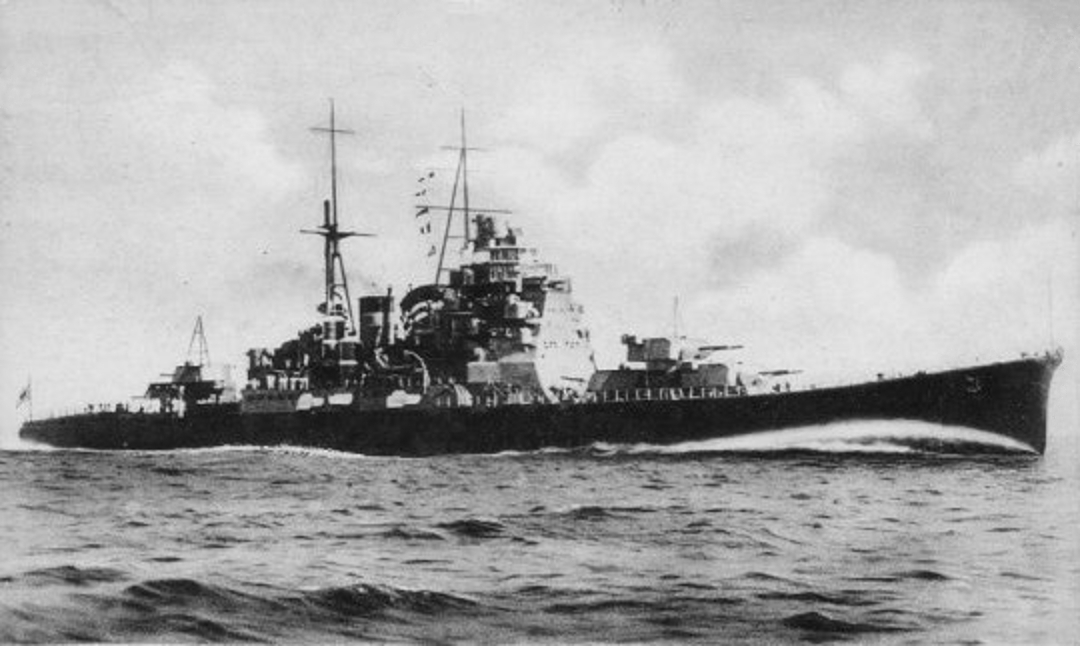
Maya

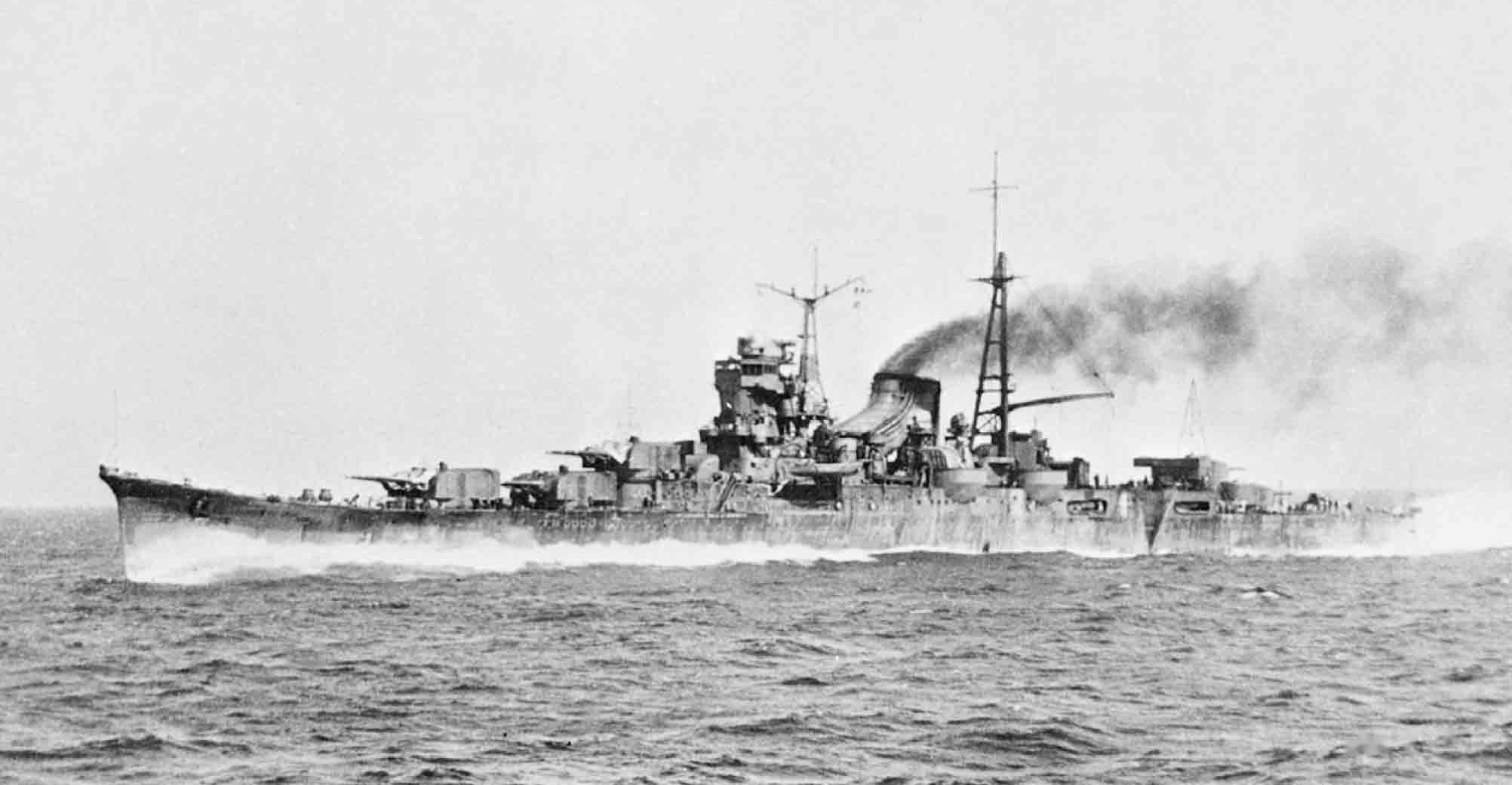
Mogami

  - Ibuki (1943; cải biến thành tàu sân bay)
  - Haogi (No. 301) (Hủy bỏ năm 1942)

## Khu Trục Hạm
Xem thêm: Danh sách tàu khu trục của Nhật Bản

### Khu Trục Hạng Nhất
- Lớp Minekaze
  - Akikaze
  - Hakaze
  - Hokaze
  - Minekaze
  - Namikaze
  - Nadakaze
  - Nokaze
  - Numakaze
  - Okikaze
  - Sawakaze
  - Shimakaze
  - Shiokaze
  - Tachikaze
  - Yakaze
  - Yukaze
- Lớp Kamikaze (1922–1925)
  - Asakaze
  - Asanagi
  - Harukaze
  - Hatakaze
  - Hayate
  - Kamikaze
  - Matsukaze
  - Oite
  - Yūnagi
- Lớp Mutsuki (1925–1927)
  - Fumizuki
  - Kikuzuki
  - Kisaragi
  - Mikazuki
  - Minazuki
  - Mochizuki
  - Mutsuki
  - Nagatsuki
  - Satsuki
  - Uzuki
  - Yayoi
  - Yūzuki
- Lớp Fubuki (1927–1931)
  - Akebono
  - Amagiri
  - Asagiri
  - Ayanami
  - Fubuki
  - Hatsuyuki
  - Isonami
  - Miyuki
  - Murakumo
  - Oboro
  - Sagiri
  - Sazanami
  - Shikinami
  - Shinonome
  - Shirakumo
  - Shirayuki
  - Uranami
  - Ushio
  - Usugumo
  - Yūgiri
- Lớp Akatsuki (1931–1932)
  - Akatsuki
  - Hibiki
  - Ikazuchi
  - Inazuma
- Lớp Hatsuharu (1932–1934)
  - Ariake
  - Hatsuharu
  - Hatsushimo
  - Nenohi
  - Wakaba
  - Yugure
- Lớp Shiratsuyu (1935–1937)
  - Shiratsuyu
  - Shigure
  - Murasame
  - Yudachi
  - Harusame
  - Samidare
  - Umikaze
  - Yamakaze
  - Kawakaze
  - Suzukaze
- Lớp Asashio (1936–1937)
  - Arare
  - Arashio
  - Asagumo
  - Asashio
  - Kasumi
  - Michishio
  - Minegumo
  - Natsugumo
  - Ōshio
  - Yamagumo
- Lớp Kagerō (1938–1941)
  - Akigumo
  - Amatsukaze
  - Arashi
  - Hagikaze
  - Hamakaze
  - Hatsukaze
  - Hayashio
  - Isokaze
  - Kagerō
  - Kuroshio
  - Maikaze
  - 'Natsushio
  - Nowaki
  - Oyashio
  - Shiranui
  - Tanikaze
  - Tokitsukaze
  - Urakaze
  - Yukikaze
- Lớp Yūgumo (1941–1944)
  - Akishimo
  - Asashimo
  - Fujinami
  - Hamanami
  - Hayanami
  - Hayashimo
  - Kazagumo
  - Kishinami
  - Kiyonami
  - Kiyoshimo
  - Makigumo
  - Makinami
  - Naganami
  - Okinami
  - Ōnami
  - Suzunami
  - Takanami
  - Tamanami
  - Yūgumo
- Lớp Akizuki (1941–1944)
  - Akizuki
  - Fuyutsuki
  - Hanazuki
  - Harutsuki
  - Hatsuzuki
  - Mochizuki (chưa hoàn thành)
  - Natsuzuki
  - Niizuki
  - Shimotsuki
  - Suzutsuki
  - Teruzuki
  - Wakatsuki
  - Yoizuki
- Lớp Shimakaze (1942)
  - Shimakaze
- Lớp Matsu (1944–1948)
  - Enoki
  - Hagi
  - Hatsuume
  - Hatsuzakura
  - Hinoki
  - Kaba
  - Kaede
  - Kaki
  - Kashi
  - Kaya
  - Keyaki
  - Kiri
  - Kusunoki
  - Kuwa
  - Maki
  - Matsu
  - Momi
  - Momo
  - Nara
  - Nashi
  - Nire
  - Odake
  - Sakura
  - Shii
  - Sugi
  - Sumire
  - Tachibana
  - Take
  - Tsubaki
  - Tsuta
  - Ume
  - Yanagi
- Lớp Tachibana (1944–1945)
  - Azusa (chưa được hạ thủy)
  - Enoki
  - Hagi
  - Hatsuume
  - Hatsuzakura
  - Hishi (chưa được hạ thủy)
  - Kaba
  - Kagi
  - Katsura (chưa được hoàn thành)
  - Kusunoki
  - Kuzu (chưa được hạ thủy)
  - Nashi – sau này thành JDS Wakaba (DE-261)
  - Nire
  - Odake
  - Sakaki (chưa được hạ thủy)
  - Shii
  - Sumire
  - Tachibana
  - Tochi (chưa được hoàn thành)
  - Tsuta
  - Wakazakura (chưa được hạ thủy)
  - Yadake (chưa được hoàn thành)
  - Yaezakura (chưa được hoàn thành)

### Khu Trục Hạng Nhì
- Lớp Momi (1919–1922)
  - Aoi
  - Ashi
  - Fuji
  - Hagi
  - Hasu
  - Hishi
  - Kaki
  - Kaya
  - Kiku
  - Kuri
  - Momi
  - Nashi
  - Nire
  - Sumire
  - Susuki
  - Tade
  - Take
  - Tsuga
  - Tsuta
  - Warabi
  - Yomogi
- Lớp Wakatake (1922–1923)
  - Asagao
  - Fuyo
  - Karukaya
  - Kuretaka
  - Sanae
  - Wakatake

## Tàu Phóng Lôi
- Lớp Tomozuru (1933)
  - Chidori
  - Hatsukari
  - Manazuru
  - Tomozuru
- Lớp Ōtori (1935–1937)
  - Hato
  - Hayabusa
  - Hiyodori
  - Kari
  - Kasasagi
  - Kiji
  - Ōtori
  - Sagi

## Pháo hạm sông
- Sumida
- Fushimi
- Ataka
- Okitsu
- Karatsu (cựu tàu USS Luzon (PR-7))
- Katada
- Fushimi
- Sumida
- Hozu
- Futami
- Atami
- Seta
- Kotaka
- Toba
- Hira
- Tatara (cựu tàu USS Wake (PR-3))
- Lớp tàu pháo đi sông 25 tấn

## Tuần hạm
- Tàu đuổi tàu ngầm loại 1 (驅潛特務艇第一號型): Hơn 200 chiếc được đóng trong Đệ Nhị Thế Chiến, mất 81 chiếc.

Danh sách các tàu tuần tra của hải quân Nhật ở đây 
- Tàu tuần tra # 01[1]
- Tàu tuần tra # 02[2]
- Tàu tuần tra # 31[3]
- Tàu tuần tra # 32 -chìm ở Trận đảo Wake
- Tàu tuần tra # 33 -chìm ở Trận đảo Wake
- Tàu tuần tra # 34[4]
- Tàu tuần tra # 35[5]
- Tàu tuần tra # 36[6]
- Tàu tuần tra # 37[7]
- Tàu tuần tra # 38[7]
- Tàu tuần tra # 39[7]
- Tàu tuần tra # 46[8]
- Tàu tuần tra # 101[9]
- Tàu tuần tra # 102 -cựu tàu khu trục USS Stewart (DD-224)
- Tàu tuần tra # 103 -cựu tàu quét mìn Mĩ USS Finch (AM-9)
- Tàu tuần tra # 104[10]
- Tàu tuần tra # 105[11]
- Tàu tuần tra # 106[12]
- Tàu tuần tra # 107 -cựu tàu USS Genesee (AT-55)
- Tàu tuần tra # 10[13]
- Tàu tuần tra # 109[14]

## Tàu rải mìn
- Itsukushima
- Yaeyama

## Tàu ngầm

### Tàu ngầm hạng nhất
- Lớp Junsen
  - Loại J1, Junsen 1 gata (巡潜Ⅰ型?), 4 tàu, I-1, I-2, I-3, I-4.
  - Loại J1M type, Junsen 1 gata kai (巡潜Ⅰ型改?), I-5.
  - Loại J2, Junsen 2 gata (巡潜Ⅱ型?), I-6.
  - Loại J3, Junsen 3 gata (巡潜Ⅲ型?), 2 tàu, I-7, I-8.
- Lớp Kou
  - Loại A1, Kou gata(S35) (甲型 (S35)?), 3 tàu, I-9, I-10, I-11.
  - Loại A2, Kou gata(S35B) (甲型 (S35B)?), I-12.
  - Loại AM, Kou gata(S35G) (甲型 (S35G)?), 2 tàu, I-13, I-14.
- Lớp Otsu
  - Loại B1, Otsu gata(S37) (乙型 (S37)?), 20 tàu, I-15, I-17, I-19, I-21, I-23, I-25, I-26, I-27, I-28, I-29, I-30, I-31, I-32, I-33, I-34, I-35, I-36, I-37, I-38, I-39.
  - Loại B2, Otsu gata(S37B) (乙型 (S37B)?), 6 tàu, I-40, I-41, I-42, I-43, I-44, I-45.
  - Loại B3, Otsu gata(S37C) (乙型 (S37C)?), 3 tàu, I-54, I-56, I-58.
- Lớp HeiLoại C3 I-55

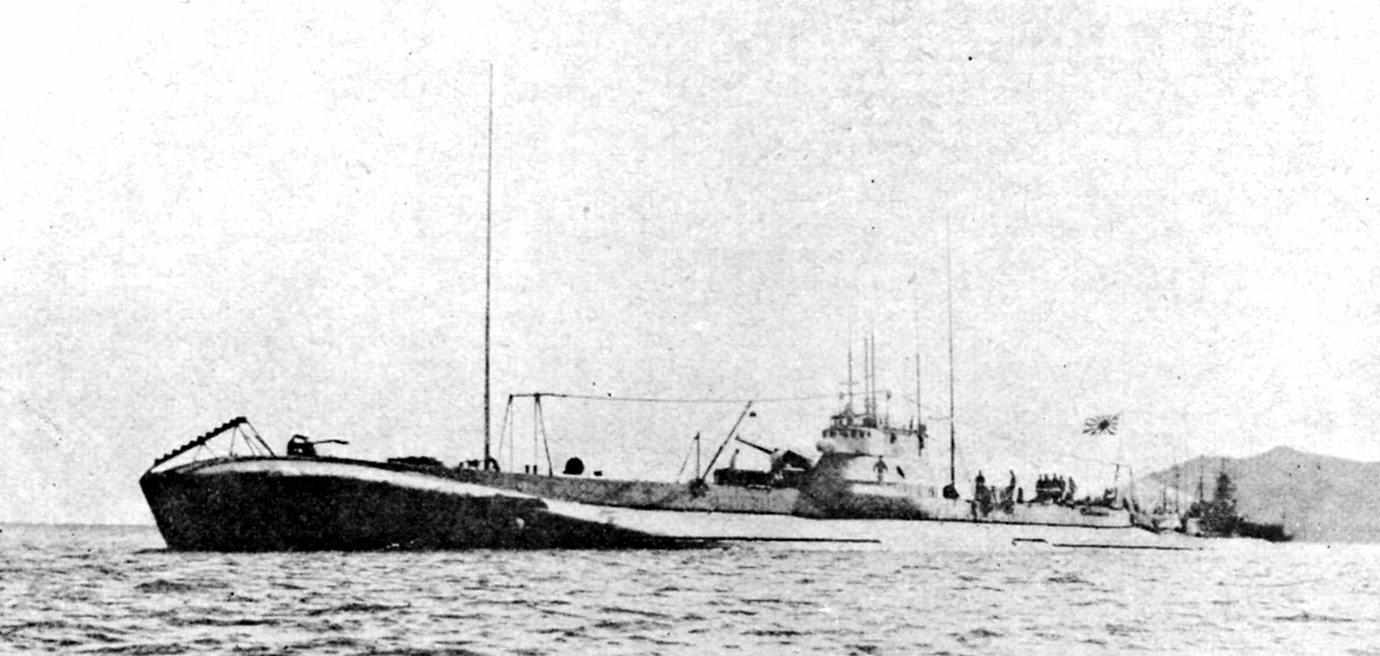
Loại C3 I-55

  - Loại C1, Hei gata(S38) (丙型 (S38)?), 5 tàu, I-16, I-18, I-20, I-22, I-24.
  - Loại C2, Hei gata(S38B) (丙型 (S38B)?), 3 tàu, I-46, I-47, I-48
  - Loại C3, Hei gata(S37D) (丙型 (S37D)?), 3 tàu, I-52, I-53, I-55.
- Lớp Tei
  - Loại D1, Tei gata(S51/S51B) (丁型 (S51/S51B)?), 12 tàu, I-361, I-362, I-363, I-364, I-365, I-366, I-367, I-368, I-369, I-370, I-371, I-372(S51B).
  - Loại D2, Tei gata kai(S51C) (丁型改 (S51C)?), I-373.
- Lớp Kaidai
  - Loại KD1, Kaidai 1 gata (海大Ⅰ型?), I-51.
  - Loại KD2, Kaidai 2 gata (海大Ⅱ型?), I-152(52).
  - Loại KD3a, Kaidai 3 gata a (海大Ⅲ型a?), 4 tàu, I-153(53), I-154(54), I-155(55), I-158(58).
  - Loại KD3b, Kaidai 3 gata b (海大Ⅲ型b?), 5 tàu, I-156(56), I-157(57), I-159(59), I-60, I-63.
  - Loại KD4, Kaidai 4 gata (海大Ⅳ型?), 3 tàu, I-61, I-162(62), I-164(64),
  - Loại KD5, Kaidai 5 gata (海大Ⅴ型?), 3 tàu, I-165(65), I-166(66), I-67,
  - Loại KD6a, Kaidai 6 gata a (海大Ⅵ型a?), 6 tàu, I-168(68), I-169(69), I-70, I-171(71), I-172(72), I-73.
  - Loại KD6b, Kaidai 6 gata b (海大Ⅵ型b?), 2 tàu, I-174(74), I-175(75).
  - Loại KD7, Kaidai 7 gata (海大Ⅶ型?), 10 tàu, I-176(76), I-177, I-178, I-179, I-180, I-181, I-182, I-183, I-184, I-185.
- Loại Sen-Toku, Toku gata (特型?), 3 tàu, I-400, I-401, I-402 (I-404 chưa được hạ thủy, I-405 chưa được hoàn thành).
- Loại Sen-kou dai, Senkou-dai (潜高大?), 3 tàu, I-201, I-202, I-203 (I-204 tới I-208 chưa được hoàn thành).
- Loại Sen-ho, Senho (潜補?), I-351 (I-352 chưa hoàn thành).
- Loại Kiraisen (Tàu rải mìn), Kiraisen (機雷潜?), 4 tàu I-121, I-122, I-123, I-124.
- Tàu ngầm Đức được trưng dụng , 6 tàu, I-501 (U-181), I-502 (U-862), I-503 (UIT-24), I-504 (UIT-25), I-505 (U-219), I-506 (U-195).

### Tàu ngầm hạng hai
- Loại Kaichū
  - Loại K1, Kaichū 1 gata (海中I型?), 2 tàu, Ro-11, Ro-12.

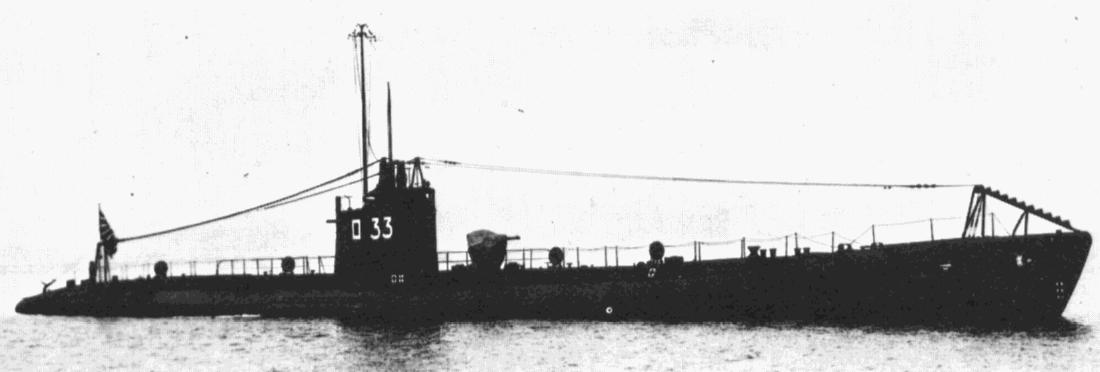
Kaichū VI Ro-33

  - Loại K2, Kaichū 2 gata (海中II型?), 3 tàu, Ro-13, Ro-14, Ro-15.
  - Loại K3, Kaichū 3 gata (海中III型?), 10 tàu, Ro-16, Ro-17, Ro-18, Ro-19, Ro-20, Ro-21, Ro-22, Ro-23, Ro-24, Ro-25.
  - Loại K4, Kaichū 4 gata (海中IV型?), 3 tàu, Ro-26, Ro-27, Ro-28.
  - Loại KT (Toku-Chū), Kaichū 5 gata (海中V型?), 5 tàu, Ro-29, Ro-30, Tàu ngầm số 70, Ro-31, Ro-32.
  - Loại K6, Kaichū 6 gata (海中VI型?), 2 tàu, Ro-33, Ro-34.
  - Loại KS (Sen-Chū), Kaichū 7 gata (海中VII型?), 18 tàu, Ro-35, Ro-36, Ro-37, Ro-38, Ro-39, Ro-40, Ro-41, Ro-42, Ro-43, Ro-44, Ro-45, Ro-46, Ro-47, Ro-48, Ro-49, Ro-50, Ro-55, Ro-56.
- Loại L
  - Loại L1, Ro go jū 1 gata (L1型?), 2 tàu, Ro-51, Ro-52.
  - Loại L2, Ro go jū 2 gata (L2型?), 4 tàu, Ro-53, Ro-54, Ro-55, Ro-56.
  - Loại L3, Ro go jū 3 gata (L3型?), 3 tàu, Ro-57, Ro-58, Ro-59.
  - Loại L4, Ro go jū 4 gata (L4型?), 9 tàu, Ro-60, Ro-61, Ro-62, Ro-63, Ro-64, Ro-65, Ro-66, Ro-67, Ro-68.
- Loại Sen-shō, 18 tàu, Ro-100, Ro-101, Ro-102, Ro-103, Ro-104, Ro-105, Ro-106, Ro-107, Ro-108, Ro-109, Ro-110, Ro-111, Ro-112, Ro-113, Ro-114, Ro-115, Ro-116, Ro-117.
- Loại Sen'yu-Shō, 10 tàu, Ha-101, Ha-102, Ha-103, Ha-104, Ha-105, Ha-106, Ha-107, Ha-108, Ha-109, Ha-111 (Ha-110 tới Ha-112 chưa được hoàn thiện)
- Loại Sentaka-Shō, 11 tàu, Ha-201, Ha-202, Ha-203, Ha-204, Ha-205, Ha-207, Ha-208, Ha-209, Ha-210, Ha-216 (Ha-206, Ha-211 tới Ha-215, Ha-217 tới Ha-279 chưa được hoàn thiện)
- Loại F1
- Loại F2
- Tầu ngầm Đức được trưng dụng, 2 tàu, Ro-500 (U-511), Ro-501 (U-1224).

### Tàu ngầm hạng ba
- Tàu ngầm lớp Ko-hyoteki, 50 tàu.

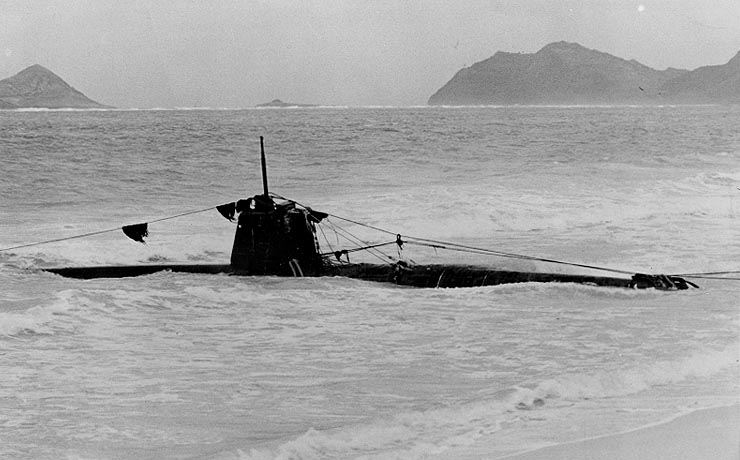
Tàu ngầm lớp Ko-hyoteki

- Tàu ngầm lớp Kairyu, khoảng 250 tàu (dự định 750).
- Tàu ngầm lớp Kaiten, khoảng 1000 tàu.
- Loại C1
- Loại C2
- Loại S1
- Lớp Kawasaki
- Loại S2
- Số.71, Dai 71 gou-kan (第71号艦?),71-gou

### Tàu ngầm của lục quân
- Tàu ngầm vận truyển Kiểu 3
  - Lớp Yu-1 - 25 tàu, Yu-1 tới Yu-24 (Yu-25 chưa được hoàn thành)
  - Lớp Yu 1001 - 14 tàu, Yu-1001 tới Yu-1010 (Yu-1011 tới Yu-1014 chưa được hoàn thành)
  - Lớp Yu 2001 - 6 tàu, Yu-2001, Yu-2002 (Yu-2003 tới Yu-2006 chưa được hoàn thành)
  - Lớp Yu-3001 - 10 tàu, Yu-3001, Yu-3002, Yu-3003 (Yu-3004 tới Yu-3010 chưa được hoàn thành)

### Tàu ngầm khác
- Tàu ngầm lớp Hà Lan
- Lớp Hà Lan cải tiến.

## Tàu cảm tử
- Shinyo, 6,200 tàu.